# Parque Estadual dos Pirineus

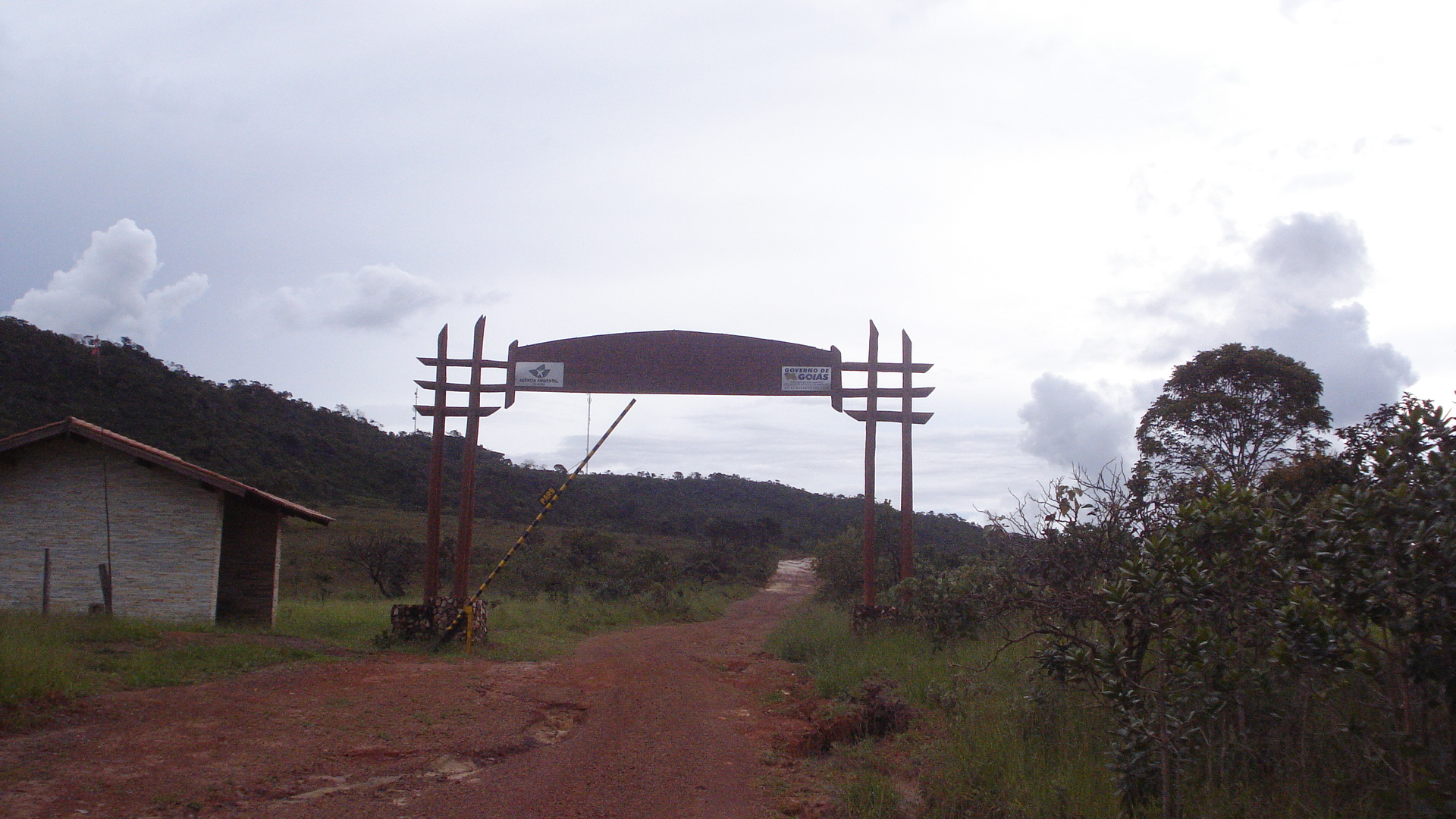
Parkeingang zur Serra dos Pireneus

Der Parque dos Pirineus (deutsch: „Staatspark im Pyrenäengebirge“) oder Parque Estadual da Serra dos Pireneus befindet sich am nördlichen Ende der Serra dos Pireneus im brasilianischen Bundesstaat Goiás zwischen den Gemeinden Pirenópolis, Cocalzinho de Goiás und Corumbá de Goiás in der Mikroregion Entorno de Brasília.
Der Park wurde 1987 zur Gewährleistung des Schutzes von einem der höchsten Berggipfel des Bundesstaates Goiás, dem Pico dos Pireneus, geschaffen und umfasst eine Fläche von 2833,26 ha mit einem Umfang von 28.118,6 m.

## Physiognomische Merkmale
Hauptmerkmale des Parks Pirineus sind Felsformationen aus Sandstein und Quarzit aus dem Präkambrium und wo sich einige endemische Arten befinden. Fast alle davon befinden sich oberhalb von 1200 m Höhe. Obwohl der Park klein ist, findet man alle physiognomischen Merkmale der Cerrado: felsige Feld- und Waldlandschaften, feuchte und semi-überflutete Graslandschaften, halbverfallene Wälder, Hügellandschaften, Galerienwälder entlang von Flüssen etc.

## Touristische Ziele
Der Park befindet sich südlich der, hier nicht asphaltierten, BR-070. Er befindet sich 20 km von der Stadt Pirenópolis und 6 km von der Stadt Cocalzinho de Goiás und ist über einen Feldweg erreichbar. Er wird durch das Staatssekretariat für Umwelt und Wasserwirtschaft (SEMARH: Secretário do Meio Ambiente e dos Recursos Hídricos) verwaltet.
Der Park ist unbedient und der Zugang wird nicht kontrolliert. Beliebte Ziele in und um den Park sind:
- Pico dos Pireneus, mit 1385 m Höhe der höchste Punkt der Region
- Morro Cabeludo ist ein bei Kletterern beliebter, markanter Bergzug südlich des Parks
- Pocinhos do Sonrisal (Capitão do Mato: Buschkäpten) Wunderbare natürlichen Pools in der Nähe von Flussquellen
- Wanderwege durch typische Cerrado-Vegetation für Ökotourismus
- Baden in einem der zahlreichen Wasserfälle und Pools

Empfehlenswert, wenn auch nicht zwingend, ist die Begleitung durch eine  Tourismus-Führer, denn es gibt praktisch keine Wegweiser und keine markierten Wege zu den schönsten Ecken des Parks. Spezialisierte Führer sind in Pirenópolis zu finden.

## Hydrographie

Brasilianische Flussbecken

Der Park liegt im Bereich der kontinentalen Wasserscheide, in dem viele Zuflüsse zu den Flusssystemen Tocantins und Paraná entspringen, wie z. B. der Rio das Almas (Fluss der Seelen), welcher im Westen an der Parkgrenze entspringt, und der Rio Corumbá, dessen Quelle sich an der nördlichen Parkgrenze befindet.